# Gommern
Gommern is een plaats in de Duitse deelstaat Saksen-Anhalt, gelegen in de Landkreis Jerichower Land. De plaats telt 10.484 inwoners.

## Indeling gemeente
- Dannigkow, met het stadsdeel Kressow, sinds 01-01-2005
- Dornburg, sinds 01-01-2005
- Karith, sinds 01-01-2005
- Ladeburg, sinds 01-01-2005
- Leitzkau, sinds 01-01-2005
- Menz, sinds 01-01-2005
- Nedlitz, sinds 01-01-2005
- Vehlitz, sinds 01-01-2005
- Wahlitz, sinds 01-01-2005
- Prödel, sinds 01-01-2008

## Geboren
- Martin Hoffmann (1955), voetballer

Biederitz ·
Burg ·
Elbe-Parey ·
Genthin ·
Gommern ·
Jerichow ·
Möckern ·
Möser